# Fedorenkî, Kremenciuk
Fedorenkî (în ucraineană Федоренки) este un sat în comuna Omelnîk din raionul Kremenciuk, regiunea Poltava, Ucraina.

## Demografie
Componența lingvistică a localității Fedorenkî
     Ucraineană (89,47%)
     Rusă (10,53%)
Conform recensământului din 2001, majoritatea populației localității Fedorenkî era vorbitoare de ucraineană (89,47%), existând în minoritate și vorbitori de rusă (10,53%).